# Zingiber lecongkietii
Zingiber lecongkietii là một loài thực vật có hoa trong họ Gừng. Loài này được Jana Leong-Škorničková và Trần Hữu Đăng miêu tả khoa học đầu tiên năm 2015. Tên gọi trong tiếng Việt là gừng Lê Công Kiệt.

## Mẫu định danh
Mẫu định danh: Jana LeongŠkorničková, Nguyễn Quốc Bình, Trần Hữu Đăng, Eliška Záveská JLS-1572; thu thập ngày 25 tháng 4 năm 2012 ở cao độ 1.237 m, tọa độ 14°39′1″B 108°24′38″Đ / 14,65028°B 108,41056°Đ, xã Hiếu, huyện Kon Plông, tỉnh Kon Tum, Việt Nam. Mẫu holotype lưu giữ tại Vườn Thực vật Singapore (SING), các isotype lưu giữ tại Vườn Thực vật Hoàng gia tại Edinburgh (E), Bảo tàng Lịch sử Tự nhiên Quốc gia Pháp ở Paris (P), Bảo tàng Quốc gia tại Praha (PR) và Bảo tàng Tự nhiên Quốc gia Việt Nam ở Hà Nội (VNMN).

## Từ nguyên
Tính từ định danh lecongkietii là để vinh danh giáo sư Lê Công Kiệt - Khoa Sinh học, Trường Đại học Khoa học Tự nhiên, Đại học Quốc gia TP.Hồ Chí Minh.

## Phân bố
Loài đặc hữu tỉnh Kon Tum, Việt Nam. Loài cây thảo thân rễ này mọc trên các sống núi trong rừng lá rộng thường xanh miền núi, ở cao độ khoảng 1.200 m. Ra hoa tháng 4-5.

## Mô tả
Với cụm hoa mọc từ rễ và cuống cụm hoa ngắn mọc phủ phục, nó thuộc về tổ Cryptanthium.